# Andrzej Garlej
Andrzej Garlej (ur. 22 sierpnia 1953 w Krakowie) – polski piłkarz występujący na pozycji pomocnika, trener piłkarski.

## Życiorys
Grał w juniorach Wieczystej Kraków. Występował w młodzieżowych reprezentacjach Polski: U-17, U-18, U-19, U-21 i U-23. Wystąpił w 1972 roku z reprezentacją na Turnieju Juniorów UEFA, zdobywając wówczas trzecie miejsce. Z kolei z reprezentacją U-23 w 1974 roku dotarł do półfinału mistrzostw Europy U-23.
W 1971 roku został włączony do pierwszej drużyny Wisły Kraków. W barwach krakowskiej drużyny rozegrał 100 spotkań w I lidze, strzelając w nich dwie bramki. Wystąpił także w szesnastu meczach Pucharu Intertoto. W 1976 roku został powołany do drugoligowej Gwardii Warszawa, gdzie występował przez jeden sezon. Następnie występował w Wisłoce Dębica, a od 1979 roku – w Igloopolu Dębica. W późniejszym czasie był również asystentem Jana Złomańczuka w Igloopolu. W 1985 roku był zawodnikiem Igloopolu Straszęcin.
Po zakończeniu kariery piłkarskiej był trenerem. W 1991 roku prowadził Igloopol Dębica w pięciu meczach I ligi. Trenerem Igloopolu był później również w latach 2005–2006 i 2009. Był ponadto trenerem piłkarzy takich klubów, jak Polonia Przemyśl, Rzemieślnik Pilzno i LKS Żyraków. Pracował także jako elektryk.

## Statystyki ligowe
| Sezon     | Klub         | Liga   | Mecze | Gole |
| --------- | ------------ | ------ | ----- | ---- |
| 1971/1972 | Wisła Kraków | I liga | 15    | 1    |
| 1972/1973 | Wisła Kraków | I liga | 19    | 0    |
| 1973/1974 | Wisła Kraków | I liga | 24    | 1    |
| 1974/1975 | Wisła Kraków | I liga | 27    | 0    |
| 1975/1976 | Wisła Kraków | I liga | 15    | 0    |